# Тимчасовий революційний комітет Бахмутського повіту
Тимчасовий революційний комітет Бахмутського повіту - надзвичайний тимчасовий орган влади у Бахмутському повіті, створений законними органами влади та місцевого самоуправління разом з основними політичним партіями регіону після Жовтневого перевороту у Петрограді та на тлі спроб більшовиків захопити владу у Бахмуті.

## Історія
31 жовтня 1917 року за керівництвом Бахмутського комітету РСДРП (б) і селянської фракції цездного ради в Бахмуті був створений Коаліційний військово революційний комітет Бахмутського повіту до складу якого увійшли представники всіх партій повіту РСДРП, ПСР, УСДРП, УПСР, РСДРП (б), Бунд. У зв'язку з тим що більшовики виявилися в меншості в новоствореному повітовому ревкомі більшовицька частина ревкому покинула Бахмут і переїхали на станцію Микитівка, де  створили альтернативний ревком з представників лише РСДРП(б). Остерігаючись разгрому збройними частинами Української Народної Республіки, більшовики розмістили ревком на станції Микитівка. З Микитівки більшовики поширити владу даного органу на більшовицький ревкоми повіту.
До складу більшовицькогоревкому увійшли:
- голова Казимирчук Петро Григорович
- Харечко Тарас Іванович
- Грузман Шулим Айзикович
- Острогорський Михайло Іванович
- Амелехін
- Седой

Відразу ж після створення ревкому він почав підготовку до повстання проти Української Народної Республіки яку підтримували місцеві органи влади. Незабаром після створення ревкому в Микитівку приїхав Григорій Петровський який кілька днів брав участь у роботі ревкому. За участю Петровського був розроблений план по захопленню влади в Донбасі.
У листопаді ревком встановив зв'язок з большевицькими ревкомами на території Бахмутського і Славяносербського повітів. На всіх телеграфу і телефонних станціях, як урядових, так і залізно-дорожніх, були поставлені контролери і червоногвардійці. На залізничних станціях посилили комендатури, встановили абсолютний контроль. на всіх "проходять в Ростов поїздах і посилили формування Червоної Гвардії, концентруючи її на Ртутному руднику.
Українські повітові органи влади які перебували в Бахмуті і намагалися поширити владу УЦР на повіт шляхом створення "Радянських спілок" і передачі їм усіх владних повноважень від рад і ревкомів зазнали крах. Заклик української влади до Тимчасового кометету з вимогою передати всієї влади в повіті "Радянським спілкам" зустрів різьку відсіч представники останнього заявили:
"...в разі насильницької спроби (прм. переходу влади) з боку українських шовіністів - виступимо зі зброєю аж до повної їх ліквідації."